# 진안여자중학교
진안여자중학교(鎭安女子中學校)는 대한민국 전북특별자치도 진안군 진안읍 군상리에 있는 공립 중학교이다.

## 학교 연혁
- 1969년 12월 2일 : 진안여자중학교 설립 인가
- 1970년 3월 9일 : 개교식
- 1973년 1월 10일 : 제1회 졸업식(90명)
- 1988년 3월 1일 : 특수학급 신설 인가
- 1992년 3월 1일 : 현 교사로 학교 이전(구 진안여고)
- 2022년 9월 1일 : 제21대 최은경 교장 부임
- 2024년 2월 6일 : 제52회 졸업 41명(졸업생 총 7,082명)
- 2024년 3월 4일 : 제55회 입학 31명

## 참고 자료
- 진안여자중학교 - 한국교육학술정보원 학교알리미